# Utah Jazz
O Utah Jazz é um time norte-americano de basquete profissional com sede em Salt Lake City. O Jazz compete na National Basketball Association (NBA) como membro da Divisão Noroeste da Conferência Oeste. Desde a temporada de 1991-92, o time joga em casa no Delta Center.
A franquia começou a jogar como uma equipe de expansão na temporada de 1974-75 como o New Orleans Jazz (como uma homenagem à história do jazz em Nova Orleans). O Jazz se mudou de New Orleans para Salt Lake City em 8 de junho de 1979.
No final dos anos 1980, John Stockton e Karl Malone surgiram como os jogadores da franquia e formaram uma das mais famosas duplas na história da NBA. Liderados pelo técnico Jerry Sloan, eles se tornaram uma das equipes mais poderosas da década de 1990, culminando em duas aparições nas finais da NBA em 1997 e 1998, onde perderam ambas as vezes para o Chicago Bulls de Michael Jordan.

## História

### 1974–1979: Primeiros anos em New Orleans
Em 7 de junho de 1974, o New Orleans Jazz foi admitido como uma franquia de expansão na National Basketball Association (NBA). Os dirigentes da equipe escolheram o nome por causa de sua definição no dicionário: improvisação coletiva. A equipe começou sua temporada inaugural em New Orleans na temporada de 1974-75. 

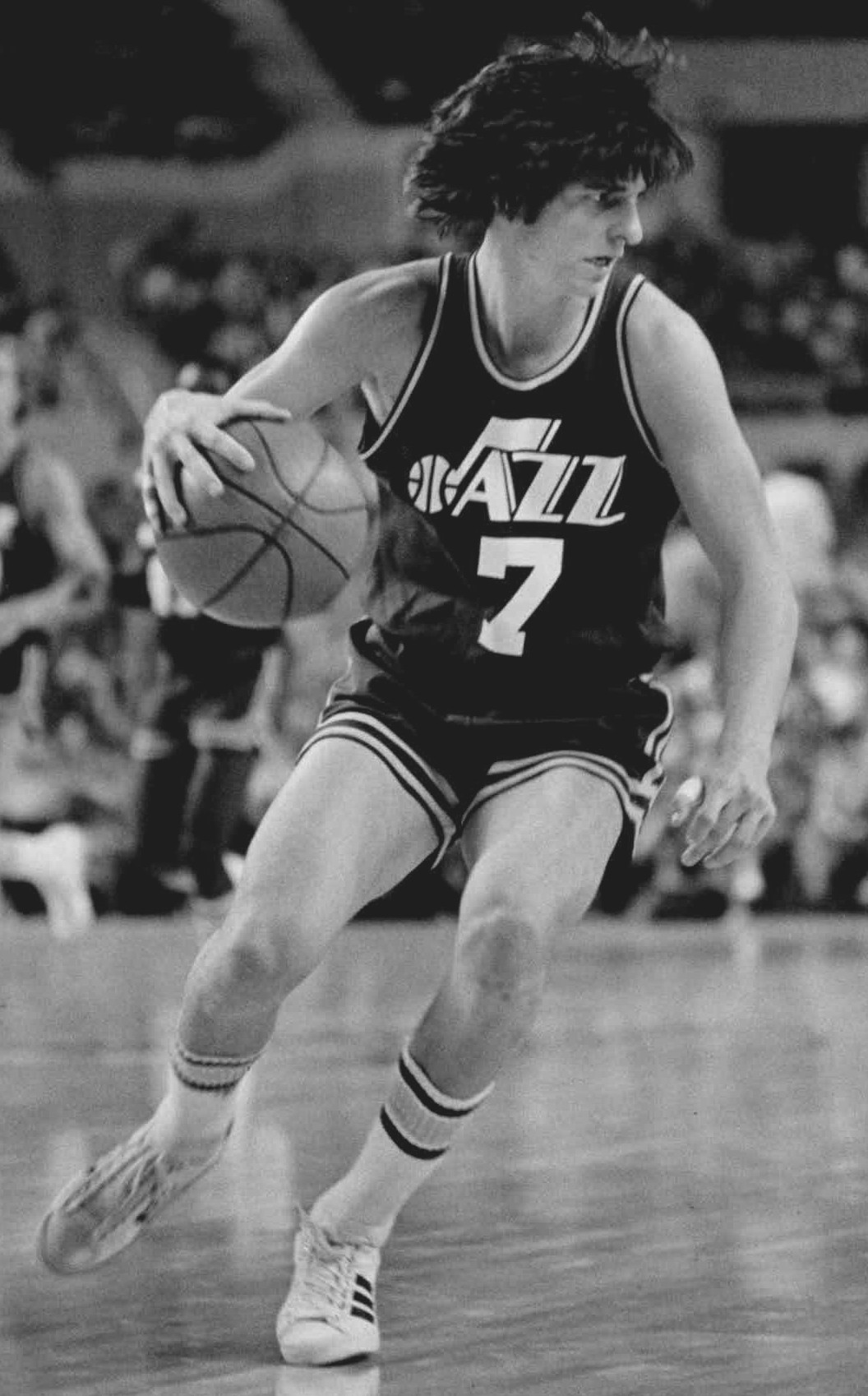
Pete Maravich jogou no Jazz de 1974 a 1980

A primeira grande jogada da equipe foi trazer Pete Maravich (que jogou basquete universitário na LSU) do Atlanta Hawks. Embora ele tenha sido considerado um dos jogadores mais divertidos da liga e tenha vencido o título de pontuação na temporada de 1976-77 com média de 31,1 pontos, o melhor recorde do Jazz em New Orleans foi de 39-43 na temporada de 1977-78. Maravich lutou contra lesões no joelho daquela temporada em diante.
Questões de local foram um problema contínuo para a equipe enquanto ela estava baseada em Nova Orleans. Na primeira temporada, eles jogaram no Municipal Auditorium e no Loyola Field House, onde a quadra de basquete era tão elevada que a Associação de Jogadores obrigou o time a colocar uma rede em volta da quadra para evitar que os jogadores caíssem da quadra e caíssem no chão. Mais tarde, o Jazz jogou no Louisiana Superdome, mas as coisas não estavam melhores, por causa da alta demanda pelo estádio e o aluguel onerosos. Eles também enfrentaram a perspectiva de passar um mês inteiro na estrada a cada ano por causa das festividades do Mardi Gras, semelhante à longa viagem enfrentada pelo San Antonio Spurs a cada temporada durante o rodeio de sua cidade. Anos depois, o proprietário Sam Battistone afirmou que não havia plano de contingência caso o Jazz se classificasse para os playoffs. No entanto, o gerente do Superdome na época, Bill Curl, disse que a administração do estádio sempre apresentava uma lista de possíveis datas dos playoffs à administração do Jazz, mas essas cartas nunca foram respondidas.
O Jazz compilou um recorde de 161–249 em cinco temporadas em New Orleans. Depois do que acabou sendo sua última temporada na Louisiana, o Jazz sofreu mais uma humilhação quando o Los Angeles Lakers selecionou Magic Johnson como a primeira escolha geral no draft da NBA de 1979. A escolha teria sido do Jazz se eles não o tivessem negociado para adquirir Gail Goodrich. Além disso, a equipe havia desistido dos direitos de Moses Malone para recuperar uma das três escolhas da primeira rodada usadas para a troca de Goodrich; a combinação de Johnson e Malone florescendo e os poucos anos ineficazes e arruinados por lesões de Goodrich em Nova Orleans tornaram essa transação uma das mais erradas da história da NBA.

### 1979–1984: Mudança para Utah e a era Frank Layden
Em 1979, a franquia estava afundando financeiramente. Barry Mendelson, vice-presidente executivo da equipe durante a maior parte dos primeiros anos, disse que um fator para os problemas financeiros foi um imposto de 11%, o mais alto nos Estados Unidos na época. A equipe também não conseguia atrair muito apoio corporativo local — um fator importante naquela época — ou investidores locais.
Decidindo que o Jazz não era mais viável em Nova Orleans, Battistone decidiu se mudar para outro lugar. Depois de procurar várias casas novas, decidiu-se por Salt Lake City, embora fosse um mercado menor. Salt Lake City já havia sido a casa do Utah Stars da American Basketball Association (ABA) de 1970 a 1976. Os Stars eram extremamente populares na cidade e até ganharam um título da ABA em sua primeira temporada após se mudarem de Los Angeles. No entanto, sua situação financeira se deteriorou nas duas últimas temporadas e eles foram encerrados na temporada de 1975-76. Embora Salt Lake City não fosse conhecida por sua cultura do jazz, a equipe decidiu manter o nome, pois não havia tempo suficiente antes do início da temporada de 1979-80 para receber a aprovação da liga para uma mudança de nome. O Jazz também preservou as cores originais do Mardi Gras: verde, roxo e dourado. Como resultado da mudança, dos três times da ABA que ficaram de fora da fusão ABA-NBA, o antigo Utah Stars é o único a ter sido substituído por um time da NBA.
O comparecimento de público diminuiu ligeiramente após a mudança da equipe de New Orleans para Utah, em parte devido a uma aprovação tardia para a mudança (junho de 1979) e também ao marketing ruim na área de Salt Lake City. A gestão da equipe fez a primeira de várias mudanças em 1979, trazendo Adrian Dantley em troca de Spencer Haywood. Dantley teve média de 28 pontos durante a temporada de 1979-80, permitindo ao time dispensar Pete Maravich no início do ano. A equipe teve um recorde de 24-58, mas foi recompensada com a segunda escolha geral no draft da NBA de 1980, que eles usaram para escolher Darrell Griffith de Louisville, outra peça do quebra-cabeça da reconstrução.
Durante a temporada de 1980-81, o Jazz teve dificuldades financeiras e na quadra. Apesar de ter o perene Dantley, o vencedor de Prêmio de Novato do Ano, Griffith. e o armador emergente Rickey Green, o Jazz terminou a temporada com um recorde de 25–57.
Tom Nissalke deixou o cargo de técnico depois que o Jazz começou a temporada de 1981-82 com um recorde de 8-12 e o gerente geral Frank Layden o substituiu. Apesar da mudança, o Jazz terminou a temporada com um recorde de 25-57.
O draft da NBA de 1982 viu o Jazz escolher Dominique Wilkins da Geórgia, embora o time preferisse James Worthy ou Terry Cummings, mas esses jogadores foram para o Lakers e Clippers, respectivamente. Os contínuos problemas financeiros de Battistone, combinados com Wilkins deixando claro que não queria jogar em Utah, resultaram no Jazz enviando Wilkins para Atlanta em troca de John Drew e Freeman Williams. Essa troca, mesmo considerando as circunstâncias, acabou sendo uma das negociações mais unilaterais da história da NBA. Wilkins seguiria para uma carreira no Hall da Fama, enquanto Drew e Williams jogariam apenas quatro temporadas combinadas com o Jazz.
Na temporada de 1982-83, Dantley perdeu 60 de 82 jogos e o estreante Drew também jogou em apenas 44 jogos. O Jazz acabou sendo liderado por Darrell Griffith (22,2 pontos), Rickey Green (14,3 pontos) e Danny Schayes (12,4 pontos). O time terminou com um recorde de 30-52, ainda fora dos playoffs, mas uma melhoria nos últimos anos.
Durante o draft da NBA de 1983, o Jazz usou a sétima escolha geral para selecionar Thurl Bailey e a 54º escolha geral para a selecionar Bob Hansen.
A temporada de 1983–84 começou como uma temporada de incertezas. A equipe estava perdendo dinheiro e a administração estava fazendo malabarismos, como jogar no Thomas & Mack Center em Las Vegas, para ajudar a equipe a se tornar mais lucrativa. Havia rumores de que o time estava se mudando devido à falta de caixa de Battistone, bem como ao fato de estarem jogando no menor mercado da liga. No entanto, a sorte na quadra melhorou e eles terminaram com um recorde de 45-37 e o título da Divisão Centro-Oeste, a primeira temporada vitoriosa e o primeiro título de divisão na história da equipe.
O Jazz avançou para os playoffs e derrotou o Denver Nuggets por 3–2 na primeira rodada. Apesar de ter vantagem de mando de quadra, o Jazz perdeu para o Phoenix Suns por 4–2 na segunda rodada.

### 1984-2003: Era Malone e Stockton
Os fãs do Jazz não ficaram felizes quando o time escolheu o armador desconhecido, John Stockton, na primeira rodada do draft da NBA de 1984. Os fãs do Jazz presentes vaiaram a seleção.
A temporada de 1984-85 viu o surgimento de Mark Eaton como uma força defensiva. Eaton teve média de 5,6 bloqueios (ainda um recorde de uma única temporada da NBA), juntamente com 9,7 pontos e 11,3 rebotes, e ganhou o Prêmio de Jogador Defensivo do Ano da NBA. No lado negativo, John Drew jogou apenas 19 partidas em toda a temporada, o que privou o time de seu sexto jogador com maior pontuação. No entanto, o Jazz voltou aos playoffs, enfrentando o Houston Rockets e seus pivôs Hakeem Olajuwon e Ralph Sampson. O Jazz prevaleceu na série, 3–2, e avançou para a segunda rodada, perdendo a série para o Denver Nuggets por 4–1.
Os perenes problemas financeiros e instabilidade da equipe foram um tanto estabilizados em abril de 1985, quando o revendedor de automóveis Larry H. Miller comprou 50% da equipe de Battistone por US$ 8 milhões. Battistone estava tentando mudar a equipe.
No draft da NBA de 1985, a equipe selecionou Karl Malone de Louisiana Tech, que teve um impacto imediato na temporada de 1985-86 com médias de 14,9 pontos e 8,9 rebotes. No entanto, Darrell Griffith perdeu a temporada com uma fratura e o Jazz oscilou na maior parte do ano. Adrian Dantley perdeu a pós-temporada e o Jazz perdeu na primeira rodada para o Dallas Mavericks por 3–1.
Durante o período de entressafra de 1986, Battistone foi abordado para vender o time para Marv Wolfenson e Harvey Ratner, que teriam mudado o time para Minneapolis. Larry Miller não queria vender a equipe, mas por causa da linguagem contratual em seu acordo com Battistone, poderia ter sido comprado pelos novos proprietários se tivesse se recusado a vender. As ofertas chegaram a US$ 28 milhões antes de Miller intervir no último minuto, comprando os 50% restantes de Battistone por US$ 14 milhões e mantendo a equipe em Utah. Wolfenson e Ratner mais tarde se tornaram os fundadores do Minnesota Timberwolves que, coincidentemente, quase foi vendida e se mudou para New Orleans em 1994.
A temporada de 1986-87 foi de mudanças. Adrian Dantley, o craque do time que os carregou nos primeiros anos em Utah, foi negociado com o Detroit Pistons por Kelly Tripucka, que acabou dividindo o tempo com Thurl Bailey. Darrell Griffith, voltando de lesões que o levaram a perder a temporada de 1985-86, perdeu seu lugar de titular para Bob Hansen. Stockton garantiu mais tempo na posição de armador. Apesar de todas essas mudanças, a equipe terminou com um recorde de 44-38 e perdeu para o Golden State Warriors na primeira rodada dos playoffs.
Para a temporada de 1987-88, Stockton substituiu Rickey Green como armador titular e Malone se estabeleceu como um dos melhores da liga. A equipe terminou com um recorde de 47–35 e derrotou o Portland Trail Blazers por 3–1 na primeira rodada. Na segunda rodada, eles enfrentaram o Los Angeles Lakers e perderam no Jogo 7 por 109–98.

#### 1988–1990: Chegada de Jerry Sloan

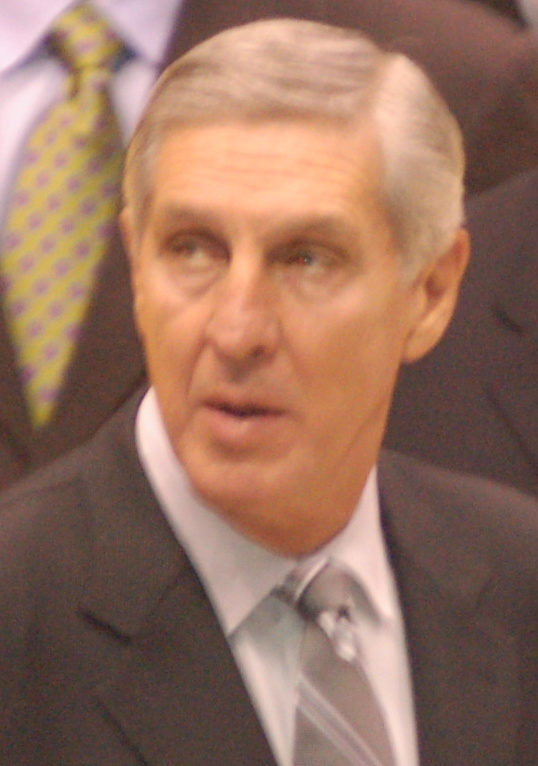
O técnico, Jerry Sloan, que treinou o Jazz ao longo de duas décadas.

Durante a temporada de 1988-89, Frank Layden deixou o cargo de técnico do Jazz após os primeiros 17 jogos e foi substituído por Jerry Sloan. O Jazz venceu 51 jogos e o título da Divisão Centro-Oeste à medida que crescia na temporada. Mark Eaton ganhou o Prêmio de Jogador Defensivo do Ano pela segunda vez e parecia que o Jazz estava pronto para dar o próximo passo em direção à disputa pelo título da NBA. No entanto, a equipe foi eliminada na primeira rodada em três jogos pelo Golden State Warriors.
Na temporada seguinte, 1989–90, o Jazz fez algumas mudanças. Thurl Bailey, que teve média de 19 pontos na temporada anterior, viu seu tempo de jogo reduzido em favor do novato Blue Edwards, que teve papel de destaque no time. O resultado foi a melhor marca de vitórias e derrotas da história da equipe com 55–27. Malone teve sua melhor temporada estatisticamente com médias de 31,0 pontos e 11,1 rebotes e Stockton teve médias de 17,2 pontos e 14,5 assistências. Nos playoffs, o Jazz perdeu para o Phoenix Suns por 3-2 na primeira rodada. Mais uma vez, o Jazz ficou com dúvidas sobre como eles poderiam se sair tão bem na temporada regular, mas não conseguiram avançar nos playoffs.

#### 1990–1996: Trabalhando para o titulo
Para a temporada de 1990-91, o Jazz fez outra jogada para melhorar a equipe, executando uma troca de três equipes que trouxe o armador Jeff Malone.
Com a nova adição de Jeff Malone que teve média de 18,6 pontos, eles tinham três fortes opções de pontuação (Karl Malone, Jeff Malone e John Stockton - 64,8 dos 104 pontos da equipe por jogo). O Jazz terminou a temporada com recorde de 54-28. Nos playoffs, eles enfrentaram o Phoenix Suns e venceram por 3–1, ganhando um confronto na segunda rodada com o Portland Trail Blazers, o atual campeão da Conferência Oeste. O Jazz jogou bem, mantendo-se próximo na maioria dos jogos, mas perdeu a série por 4–1 para um time mais profundo e experiente.
A temporada de 1991-92 provou ser a de maior sucesso na história da equipe até então. O Jazz mudou-se para o Delta Center, uma arena de última geração com capacidade para 19.911 lugares. O novo local foi uma melhoria considerável em relação ao Salt Palace, que acomodava pouco mais de 12.000 pessoas e carecia de camarotes e espaço comercial. No início do ano, uma troca trouxe Tyrone Corbin do Minnesota Timberwolves.
O Jazz teve um recorde de 55–27 e venceu o títulos da Divisão Centro-Oeste pela primeira vez desde 1989. Nos playoffs, a equipe derrotou o Los Angeles Clippers por 3–2 na primeira rodada, o Seattle SuperSonics na segunda rodada por 4–1 e avançou para as finais da Conferência Oeste pela primeira vez, onde novamente enfrentaram e perderam para o Trail Blazers, desta vez por 4–2.
A temporada de 1992-93 foi uma decepção com o time tendo um recorde de 47-35 e o terceiro lugar na divisão. O ponto positivo da temporada foi a hospedagem dos eventos do All-Star Weekend em Salt Lake City. Nos playoffs, o Jazz perdeu para o Seattle SuperSonics na primeira rodada por 3–2.
Durante a temporada de 1993-94, o Jazz negociou Jeff Malone com o Philadelphia 76ers em troca de Jeff Hornacek. Ele combinou bem com Stockton e o Jazz melhorou o seu recorde para 53–29. Nos playoffs, eles enfrentaram o San Antonio Spurs na primeira rodada, derrotando o líder de pontuação da NBA, David Robinson, ao longo da série. O Jazz venceu um determinado time do Denver Nuggets por 4–3 nas semifinais da Conferência (quase perdendo uma vantagem de 3–0 na série no processo) para avançar para as finais da Conferência Oeste, onde perderam para o eventual campeão da NBA, Houston Rockets, por 4–1.
Na temporada de 1994-95, o Jazz tinha profundidade e talento significativos e esperava-se que fizesse uma corrida séria pelo título. No entanto, eles perderam o titular Felton Spencer em 34 jogos na temporada devido a uma ruptura no tendão de Aquiles. Apesar desse revés, o Jazz terminou com um recorde de 60–22 antes de perder novamente para o Houston Rockets nos playoffs por 3–2 na primeira rodada.
Greg Ostertag foi adicionado à equipe para a temporada de 1995-96. O Jazz teve um recorde de 55-27 e alcançou as Finais da Conferência pela terceira vez na história, quase superando o déficit da série 3-1 antes de finalmente sucumbir para o Seattle SuperSonics, 4-3.

#### 1996–1998: Chegando às finais da NBA
Nas duas temporadas seguintes, o Jazz finalmente conseguiu capitalizar o sucesso da temporada regular. Em 1996-97, o Jazz teve o melhor recorde da história da franquia com 64-18, venceu a Divisão Centro-Oeste e terminou com o melhor recorde da Conferência Oeste. A equipe incluiu Stockton, Malone e Hornacek, bem como Bryon Russell, Antoine Carr, Howard Eisley e Shandon Anderson. Malone ganhou seu primeiro Prêmio de MVP com médias de 27,4 pontos, 9,9 rebotes e 4,5 assistências.
O Jazz chegou às finais da NBA pela primeira vez depois de derrotar o Los Angeles Clippers por 3–0, o Los Angeles Lakers por 4–1 e o Houston Rockets por 4–2. O Jazz então enfrentou Michael Jordan e o Chicago Bulls nas finais, perdendo a série por 4–2, com os dois últimos jogos decididos nos segundos finais.
Durante o período de entressafra, o Jazz não fez alterações no elenco. Com a aproximação da temporada de 1997-98, esperava-se que eles fossem candidatos ao título novamente. No entanto, Stockton sofreu uma grave lesão no joelho antes da temporada e perdeu os primeiros 18 jogos, nos quais o Jazz teve um recorde de 11–7.
O Jazz jogou melhor depois que Stockton voltou de sua lesão no início da temporada. O time terminou com um recorde de 62–20, venceu a Divisão Centro-Oeste e recebeu a vantagem de jogar em casa nos playoffs.
Nos playoffs, o Jazz venceu os Rockets por 3–2 e os Spurs por 4–1, para avançar para as finais da Conferência Oeste pelo terceiro ano consecutivo. Utah, com um elenco de veteranos, enfrentou um time do Los Angeles Lakers liderado pelo astro Shaquille O'Neal e um jovem Kobe Bryant. O Jazz varreu os Lakers e ganhou uma segunda viagem consecutiva para as Finais da NBA.
Nas finais da NBA de 1998 (novamente contra o Chicago Bulls), o Jazz venceu o Jogo 1 em casa por 88-85. No entanto, os Bulls venceram o Jogo 2 por  93-88, venceu facilmente o Jogo 3 por 96-54 e venceu o Jogo 4 por 86-82 para liderar a série por 3-1. O Jazz venceu o Jogo 5 por 83-81 com o Jogo 6 (e um Jogo 7, se necessário) em Salt Lake City. O Jazz manteve a liderança na maior parte do Jogo 6, mas o Bulls se recuperou e, nos últimos segundos do jogo, Michael Jordan roubou a bola de Malone na posse final do Jazz e deu um famoso arremesso para vencer o jogo e o título.

### 1998–2003: Últimos anos de Stockton/Malone
Na temporada de 1998-99, encurtada para 50 jogos devido a um bloqueio, o Jazz terminou com um recorde de 37–13, empatado com o San Antonio Spurs como o melhor recorde da liga. Eles derrotaram o Sacramento Kings em cinco jogos na primeira rodada dos playoffs. No entanto, eles perderam na segunda rodada dos playoffs para o Portland Trail Blazers. Apesar de mais uma decepção, Malone foi premiado com seu segundo Prêmio de MVP.
Durante a temporada de 1999-2000, o Jazz terminou com um recorde de 55-27 e venceu a Divisão Centro-Oeste, mas novamente não foi bem na pós-temporada e perdeu para o Trail Blazers na segunda rodada. Fora da temporada, Hornacek se aposentou e Howard Eisley foi negociado em um acordo de quatro times que trouxe Donyell Marshall. Eles selecionaram o promissor astro do basquete do ensino médio DeShawn Stevenson na primeira rodada do draft da NBA de 2000.
Na temporada de 2000-01, o Jazz teve um recorde de 53-29, mas perdeu nos playoffs, cedendo uma vantagem de 2-0 na primeira rodada dos playoffs para o Dallas Mavericks para perder a série por 3-2. Esta foi a primeira saída dos playoffs na primeira rodada desde a temporada de 1994-95.
Na temporada de 2001-02, Andrei Kirilenko fez sua estreia como novato e teve médias de 10,7 pontos, 4,9 rebotes e 1,91 bloqueios. A equipe começou a temporada lentamente com um recorde de 16–15 nos primeiros dois meses e terminou com um recorde de 44–38. Eles perderam para o Sacramento Kings por 3–1 na primeira rodada dos playoffs.
Antes da temporada de 2002-03, Matt Harpring foi trazido do Philadelphia 76ers e assumiu a posição de titular ao lado de Malone e teve médias de 17,6 pontos e 6,6 rebotes, os melhores números de sua carreira. O Jazz se aproximou das 50 vitórias, mas acabou ficando aquém com um recorde de 47-35. Eles enfrentaram o Sacramento Kings nos playoffs novamente e perderam em uma série de cinco jogos por 4–1.
Após a temporada, o fim de uma era veio quando Stockton se aposentou e Malone saiu como um agente livre para ingressar no Los Angeles Lakers.

### 2003–2005: Era pós-Malone/Stockton
Sem Malone e Stockton, os rostos da franquia, a equipe carecia de base ao entrar na temporada de 2003-04. Esperava-se que eles terminassem perto do último lugar da NBA pela Sports Illustrated. O Jazz terminou com um recorde de 42-40. A equipe contou com vários jogadores desconhecidos que emergiram como colaboradores importantes, incluindo Kirilenko, Raja Bell e Carlos Arroyo. Em particular, Kirilenko demonstrou versatilidade tanto no ataque quanto na defesa e conquistou uma vaga no All-Star Game. O Jazz perdeu os playoffs por um jogo para o Denver Nuggets, encerrando uma sequência de 20 temporadas consecutivas. Jerry Sloan terminou em segundo lugar na votação para o Prêmio de Técnico do Ano da NBA, perdendo para Hubie Brown do Memphis Grizzlies.
A temporada de 2004-05 foi marcada por lesões, primeiro para Arroyo e Raúl López, e depois para Carlos Boozer e Kirilenko, que foram grande parte da queda do time para o fundo da divisão. Quando saudável, Boozer teve médias de 17,8 pontos e 9,0 rebotes em 51 jogos. O Jazz terminou a temporada com um recorde de 26-56, a pior desde a temporada de 1981-82.

### 2005–2010: Era Williams e Boozer
No verão de 2005, o Jazz continuou a mudar seu elenco, trocando três escolhas de draft para adquirir a escolha geral número 3 no draft da NBA de 2003, que eles usaram para selecionar Deron Williams.
A temporada de 2005-06 foi marcada por lesões antes de começar; Boozer perdeu os primeiros 49 jogos e Gordan Giricek e Kirilenko perderam um tempo significativo devido a lesões. Mehmet Okur e Kirilenko, no entanto, mostraram um jogo de forma consistente, e Williams, apesar de uma queda no meio da temporada, ainda era parte integrante do ataque do Jazz. No entanto, o dono da equipe, Larry Miller, expressou descontentamento com o esforço da equipe durante a temporada. A equipe permaneceu na disputa dos playoffs até o penúltimo jogo, quando perdeu para o Dallas Mavericks. O Jazz terminou a temporada com um recorde de 41-41.
No draft da NBA de 2006, o Jazz selecionou Ronnie Brewer na primeira rodada e Dee Brown e Paul Millsap na segunda rodada. Vários jovens jogadores foram negociados com o Golden State Warriors por Derek Fisher. O Jazz foi elogiado por vários grandes sites de esportes por draftar bem e fazer boas negociações.
Durante a temporada de 2006-07, o Jazz melhorou consideravelmente em comparação com as temporadas anteriores, terminando com um recorde de 51-31. Boozer foi selecionado como para o All-Star Game pela primeira vez (embora tenha perdido o jogo devido a uma pequena lesão) e o pivô Mehmet Okur também foi selecionado. Deron Williams terminou em terceiro na liga em média de assistências com 9,3 (atrás de Steve Nash e Chris Paul).
O Jazz enfrentou o Houston Rockets na primeira rodada e foi um confronto físico e disputado, com cada um dos seis primeiros jogos sendo vencidos pelo time da casa. O Jazz quebrou essa tendência no Jogo 7 e venceu os Rockets por 103–99 em Houston. O Jazz enfrentou o Golden State Warriors que vinha de uma vitória histórica sobre o Dallas Mavericks. No entanto, o Jazz lidou facilmente com os Warriors e venceu a série por 4–1. O Jazz então enfrentou o San Antonio Spurs nas finais da Conferência Oeste mas perdeu por 4-1.
Eles selecionaram Morris Almond na primeira rodada do draft da NBA de 2007. O movimento da pré-temporada mais significativo foi a partida de Derek Fisher. Ele se tornou o favorito dos fãs devido ao seu jogo forte e também devido à batalha de sua filha contra uma forma rara de câncer nos olhos. Fisher mudou-se para Los Angeles durante o período de entressafra para ficar mais perto de sua filha e, mais tarde, assinou com o Los Angeles Lakers. Outra controvérsia surgiu depois que Kirilenko levou a Seleção Russa ao título do EuroBasket de 2007 e postou em um blog que desejava ser negociado e estaria disposto a rescindir seu contrato. Mais tarde, ele reafirmou isso em entrevistas. No entanto, nenhuma troca foi feita e ele permaneceu com a equipe.
Durante a temporada de 2007-08, após uma troca que enviou Gordan Giricek para o Philadelphia 76ers em troca de Kyle Korver, o Jazz empatou o recorde de 19 vitórias consecutivas em casa e melhorou fora de casa após um dezembro difícil. Apesar da controvérsia, Kirilenko melhorou todas as estatísticas da temporada anterior e parecia satisfeito com seu novo papel na equipe. O Jazz terminou a temporada regular em quinto lugar na Conferência Oeste com um recorde de 54-28.
O Jazz enfrentou novamente o Houston Rockets na primeira rodada dos playoffs e venceu a série por 3-2. Na rodada seguinte, eles enfrentaram o Los Angeles Lakers, seu primeiro encontro na pós-temporada desde as finais da Conferência Oeste de 1998. O Jazz foi eliminado depois de perder a série por 3-2.
A temporada de 2008-09 foi difícil para o Jazz, pois eles lutaram contra lesões que atrapalhavam a química da equipe e, embora estivessem novamente quase imparáveis em casa, eles possuíam um histórico ruim. Os três melhores jogadores de Utah perderam um tempo significativo devido a doenças ou lesões; Williams perdeu 13 dos primeiros 15 jogos, Boozer perdeu mais da metade da temporada e Okur perdeu um tempo esporádico devido a uma lesão e à doença de seu pai que o levou a viajar para a Turquia no início da temporada. Em 20 de fevereiro de 2009, o proprietário do Jazz, Larry H. Miller, morreu de complicações de diabetes. Seu filho, Greg Miller, tornou-se o novo CEO da equipe. O Jazz terminou com um recorde de 48-34 e foi eliminado pelos Lakers pelo segundo ano consecutivo por 4-1.
Durante o draft da NBA de 2009, o Jazz selecionou Eric Maynor como a 20º escolha geral. O Jazz também adicionou o novato Wesley Matthews ao elenco após um impressionante campo de treinamento.
Quando a temporada de 2009-10 começou, o Jazz começou com um recorde de 19-17. Trocas no meio da temporada abriram caminho para Matthews assumir a posição de titular. Williams foi selecionado para jogar o All-Star Game pela primeira vez e, após um controverso período de entressafra, Boozer jogou melhor do que no ano anterior com médias de 19,5 pontos e 11,2 rebotes. Ele sugeriu que ficaria feliz em ficar em Utah por um longo prazo. Depois de retornar de uma lesão no início da temporada, Kyle Korver estabeleceu o recorde da NBA de porcentagem de arremessos de três pontos em uma temporada.
Em uma Conferência Oeste apertada, o Jazz terminou com um recorde de 53-29 e perdeu a divisão no desempate com o Denver Nuggets. Kirilenko, que havia perdido 13 dos últimos 15 jogos da temporada devido a uma lesão, agravou a lesão um dia antes do primeiro jogo dos playoffs e perdeu a primeira rodada, enquanto Okur rompeu o tendão de Aquiles no primeiro jogo e perdeu o resto dos playoffs. Apesar das lesões, o Jazz jogou bem o suficiente para derrotar os Nuggets por 4–2 na primeira rodada. O Jazz foi então eliminado pelo Los Angeles Lakers pelo terceiro ano consecutivo, sendo derrotado por 4-0 (a primeira varrida em quatro jogos na história do Jazz).

### 2010–2017: Reconstrução

#### 2010–2013: Saída de Williams & Boozer, dupla Jefferson/Millsap
No Draft da NBA de 2010, o Jazz selecionou Gordon Hayward como a 9ª escolha geral e Jeremy Evans como a 55ª escolha geral.
Em 7 de julho de 2010, Boozer concordou com um contrato de cinco anos e US$ 80 milhões com o Chicago Bulls. Dois dias depois, Kyle Korver também concordou em assinar com o Bulls. Os termos não foram anunciados, mas vários relatórios apontavam um contrato de três anos e US$ 13 milhões. Wesley Matthews assinou uma oferta de cinco anos e US$ 33 milhões com o Portland Trail Blazers em 10 de julho de 2010.
Em 15 de junho de 2010, o Jazz revelou um novo esquema de cores e logotipo, que representava um retorno ao antigo logotipo de 'nota musical'. A equipe revelou novos uniformes em 16 de agosto.
A temporada de 2010-11 começou com uma nota positiva, já que o time ficou invicto (8-0) na pré-temporada e, em meados de janeiro, eles estavam com um recorde de 27-13 e pareciam estar a caminho de mais uma temporada de vitórias. No entanto, nos próximos 14 jogos, Utah teve um recorde de 4–10. Em 10 de fevereiro de 2011, com o recorde da equipe em 31–23 após uma derrota para o Chicago Bulls, o técnico Jerry Sloan renunciou, junto com o assistente Phil Johnson. Outro assistente de Sloan, Tyrone Corbin, foi nomeado o novo treinador principal. Na época de sua saída, Sloan era o técnico mais antigo da NBA. Uma semana depois, o Jazz contratou o ex-jogador, Jeff Hornacek, como assistente técnico.
Em 23 de fevereiro de 2011, o Jazz negociou Deron Williams com o New Jersey Nets por Derrick Favors, Devin Harris e duas escolhas de primeira rodada. Houve rumores de que Williams brigou com o técnico Sloan durante um jogo contra o Chicago Bulls, que precedeu a renúncia de Sloan e, eventualmente, a decisão do Jazz de negociar Williams.
Nessa temporada, o Jazz terminou com um recorde de 39-43 e a 11º colocação na Conferência Oeste, portanto, perdendo os playoffs pela primeira vez desde 2006.
Durante o draft da NBA de 2011, o Jazz teve duas escolhas entre as 14 primeiras e as usou para selecionar Enes Kanter e Alec Burks. Após o fim do bloqueio da NBA de 2011, que viu a temporada de 2011-12 ser encurtada para 66 jogos, o Jazz se despediu de seus dois jogadores mais antigos - Mehmet Okur foi negociado com os Nets para uma futura escolha de segunda rodada e Andrei Kirilenko decidiu ficar na Rússia até o final da temporada de 2011-12.

#### 2013–2017: Era Hayward/Gobert
Em 27 de junho de 2013, Rudy Gobert foi selecionado como a 27ª escolha geral no draft da NBA de 2013 pelo Denver Nuggets. Mais tarde, ele foi negociado na noite do draft para o Utah Jazz.
Em 20 de maio de 2014, o Jazz conquistou a 5ª escolha no draft da NBA de 2014 e selecionou o armador australiano Dante Exum de 18 anos. Eles também tiveram a 23ª escolha geral e selecionaram Rodney Hood de Duke.
Em 6 de junho de 2014, o assistente técnico do Atlanta Hawks, Quin Snyder, foi nomeado o oitavo técnico principal na história da equipe. Antes de ingressar no Jazz, Snyder atuou anteriormente como assistente técnico da NBA no Los Angeles Clippers, Philadelphia 76ers e Los Angeles Lakers.
O Jazz terminou a temporada de 2015-16 com um recorde de 40-42 e ficou em nono lugar na Conferência Oeste; a equipe não conseguiu se classificar para jogar nos playoffs por um jogo.
Na temporada de 2016–17, o Jazz terminou com um recorde de 51–31 e se classificou para jogar nos playoffs como a quinta melhor campanha da Conferência Oeste. Eles derrotaram o Los Angeles Clippers em sete jogos na primeira rodada e perderam para o Golden State Warriors nas semifinais da conferência. Depois de reunir várias temporadas sólidas nos anos anteriores, Gordon Hayward foi nomeado para o All-Star Game e Gobert foi nomeado para a Primeira-Equipe Defensiva e para a Segunda-Equipe All-NBA.
Em 4 de julho de 2017, Hayward deixou o Jazz para assinar com o Boston Celtics como agente livre, anunciando sua decisão em uma carta publicada pelo The Players' Tribune.

### 2017–2022: Era Gobert e Mitchell

#### 2017: Chegada de Donovan Mitchell
Em 22 de junho de 2017, Donovan Mitchell foi selecionado como a 13ª escolha geral no Draft da NBA de 2017 pelo Denver Nuggets, que imediatamente o negociou para o Jazz em troca de Trey Lyles.
Com uma lesão de Gobert, o Jazz começou mal a temporada de 2017-18 com um recorde de 17-21 no final de dezembro. Na segunda metade da temporada, o Jazz fez do estreante Mitchell titular e ele posteriormente liderou o time e todos os novatos na liga em pontos marcados. O time melhorou drasticamente e, com o retorno de Gobert, o Jazz terminou a temporada vencendo 32 de seus últimos 45 jogos e terminou com um recorde de 48–34. O Jazz terminou a temporada como a 5º melhor campanha e venceram o Oklahoma City Thunder por 4–2 na primeira rodada antes de perder na segunda rodada para o Houston Rockets em cinco jogos. Após a temporada, Rudy Gobert foi nomeado o Jogador Defensivo do Ano da NBA, Donovan Mitchell foi o vice-campeão do Prêmio de Novato do Ano, Quin Snyder foi vice-campeão no Prêmio de Técnico do Ano e o gerente geral Dennis Lindsey foi vice-campeão do Prêmio de Executivo do ano.

#### 2018–2020: Sucesso na temporada regular; decepção nos playoffs
A temporada de 2018–19 começou promissora para o Jazz após o surpreendente sucesso da temporada de 2017–18. No entanto, no final de novembro, eles estavam com um recorde de 11–12 e em 10º lugar na Conferência Oeste. No Ano Novo, o desempenho de Mitchell melhorou com média de 27,7 pontos em janeiro e 25,4 em fevereiro e o Jazz fechou a temporada com uma sequencia de 32–13 para terminar com um recorde de 50–32 e o quinto lugar na Conferência Oeste. Na primeira rodada, eles jogaram contra o Houston Rockets e perderam por 4–1.
Em 10 de maio de 2019, o Jazz anunciou a promoção de Dennis Lindsey a vice-presidente executivo de operações de basquete e Justin Zanik a gerente geral.
Durante o período de entressafra de 2019, o Jazz adicionou Jeff Green, Mike Conley Jr., Ed Davis, Bojan Bogdanović e Emmanuel Mudiay, enquanto Derrick Favors, Kyle Korver, Jae Crowder, Raul Neto e Ricky Rubio deixaram o time. A mídia esportiva considerou as mudanças positivas.
No dia de abertura da temporada de 2019-20, uma coletiva de imprensa foi realizada, anunciando que Utah sediaria o NBA All-Star Game de 2023. Esta seria a segunda vez que o Jazz sediaria este evento; a primeira foi em 1993.
Em 24 de dezembro de 2019, o Jazz anunciou que trocou Dante Exum com o Cleveland Cavaliers por Jordan Clarkson, cuja troca em particular foi vista como extremamente positiva pela mídia mas agridoce para os fãs do Jazz que esperavam que Exum eventualmente amadurecesse e se tornasse a pedra angular da franquia que ele foi escolhido para ser.
Em 30 de janeiro de 2020, Gobert e Mitchell foram nomeados como reservas para o All-Star Game de 2020. Isso marcou a primeira vez desde 2007 que vários jogadores do Utah Jazz foram selecionados para o All-Star Game. Em março de 2020, Gobert e Mitchell foram diagnosticados com COVID-19, tornando o Jazz a primeira grande franquia esportiva da América do Norte a ser diretamente afetada pela doença e resultando na suspensão de todos os jogos restantes da temporada da NBA.
Após a suspensão da temporada de 2019-20, o Jazz foi uma das 22 equipes convidadas para o Bolha para participar dos últimos oito jogos da temporada regular. O Jazz foi medíocre nesses oito jogos e teve um recorde de 3-5. No entanto, isso permitiu que eles garantissem a sexta melhor campanha da Conferência Oeste e um confronto com o Denver Nuggets. No jogo 1, Donovan Mitchell alcançou o terceiro maior número de pontos em um único jogo na história dos playoffs (atrás apenas de Michael Jordan e Elgin Baylor) com 57 pontos mas o Jazz perdeu para o Nuggets na prorrogação. O jogo brilhante de Mitchell continuou ao longo da série com o Jazz vencendo os três jogos seguintes; no entanto, eles perderam a vantagem de 3-1 e perderam o Jogo 7 da série.
Poucas horas depois da derrota do Jazz nos playoffs, Mitchell concordou com uma extensão de contrato de 5 anos e US$ 195 milhões. Em 20 de dezembro de 2020, Gobert assinou uma extensão de contrato de 5 anos e US$ 205 milhões, o terceiro maior contrato da história da NBA e o maior de todos os tempos para um pivô. No draft da NBA de 2020, o Jazz selecionou o pivô Udoka Azubuike do Kansas como a 27º escolha geral e Elijah Hughes de Syracuse como a 39º escolha geral.

#### 2020–2021: Três All-Stars e disputa de playoffs
Em 28 de outubro de 2020, o Jazz anunciou que Ryan Smith, natural de Utah e bilionário co-fundador da Qualtrics, havia comprado a equipe. Smith concordou em honrar a cláusula que exigia que a equipe fosse mantida em Utah. Em 16 de abril de 2021, o Jazz anunciou que Dwyane Wade havia comprado uma participação minoritária na equipe e esperava-se que tivesse envolvimento prático nas operações da equipe.
O Jazz começou a temporada de 2020-21 com o melhor recorde da NBA e o melhor início da franquia com um recorde de 23-5. Em 17 de fevereiro de 2021, o técnico Quin Snyder foi anunciado como o técnico Conferência Oeste no All-Star Game da NBA de 2021. Em 23 de fevereiro, Donovan Mitchell e Rudy Gobert foi anunciado como reserva do All-Star Game. Em 5 de março, Mike Conley foi selecionado como reserva do All-Star Game pela primeira vez em sua carreira, substituindo o machucado Devin Booker. Isso marcou a segunda vez na história da franquia (a primeira foi em 1989 com John Stockton, Karl Malone e Mark Eaton) que três jogadores do Jazz foram selecionados como All-Stars.
Em 24 de fevereiro de 2021, o ex-jogador do Jazz, Elijah Millsap, alegou via Twitter que Dennis Lindsey (então gerente geral do time) havia feito um comentário racista para ele durante uma entrevista em 2015. Tanto Lindsey quanto Quin Snyder, que estava presente para a conversa, negaram veementemente as acusações. O Jazz posteriormente anunciou que um advogado independente havia sido contratado pela organização para investigar se as alegações eram verdadeiras. Em 16 de março, a NBA anunciou que esta investigação havia concluído que não havia provas de que Lindsey havia feito os comentários, citando o fato de que ninguém associado à reunião poderia corroborar a história de Millsap (incluindo o próprio agente de Millsap, que confirmou que ele nunca havia mencionado o incidente na época). A organização Jazz posteriormente inocentou Lindsey de qualquer irregularidade.
Em 16 de maio de 2021, o Jazz derrotou o Sacramento Kings por 121–99 para garantir a posse exclusiva do melhor recorde da temporada regular da NBA pela primeira vez na história da franquia. No final da temporada regular, Jordan Clarkson foi eleito o vencedor do Prêmio de Sexto Homem do Ano, tornando-se o primeiro jogador do Jazz a ganhar o prêmio e vencendo seu próprio companheiro de equipe, Joe Ingles.
Na primeira rodada dos playoffs, o Jazz jogou contra o Memphis Grizzlies e Jazz venceu por 4-1 para avançar para as semifinais da Conferência Oeste. Na segunda rodada, a equipe jogou contra o Los Angeles Clippers e apesar de vencer os dois primeiros jogos em casa, foi eliminado dos playoffs depois que os Clippers venceram os próximos quatro jogos.
O Jazz regrediu um pouco durante a temporada de 2021-22; enquanto Mitchell e Gobert foram mais uma vez nomeados All-Stars, o time não teve o mesmo sucesso na temporada regular. Ainda assim, o Jazz registrou um recorde de 49-33 e chegou aos playoffs como a quinta melhor campanha. Na primeira rodada, eles enfrentaram o Dallas Mavericks e perderam a série por 4–2.

### 2022–Presente: Pós Gobert–Mitchell

#### 2022: Saída de Gobert e Mitchell
Em 1º de julho de 2022, o Jazz negociou Rudy Gobert para o Minnesota Timberwolves em troca de Malik Beasley, Patrick Beverley, Jarred Vanderbilt, Leandro Bolmaro, Walker Kessler e escolhas de draft. Em 25 de agosto de 2022, Patrick Beverley foi negociado com o Los Angeles Lakers em troca de Stanley Johnson e Talen Horton-Tucker. Em 1º de setembro de 2022, o Jazz negociou Donovan Mitchell para o Cleveland Cavaliers em troca de Collin Sexton, Lauri Markkanen, Ochai Agbaji e escolhas de draft.
Em 5 de junho de 2022, Quin Snyder anunciou sua renúncia ao cargo de técnico do Jazz. Em 29 de junho, a equipe anunciou que o assistente técnico do Boston Celtics, Will Hardy, havia sido contratado como substituto de Snyder.
Em 2 de fevereiro de 2023, Markkanen foi selecionado para o All-Star Game da NBA de 2023. Em 10 de fevereiro, foi anunciado ainda que Markkanen havia sido escolhido como titular do All-Star como resultado das lesões de Stephen Curry e Zion Williamson.
Em 8 de fevereiro de 2023, o Jazz negociou Malik Beasley e Jarred Vanderbilt para o Los Angeles Lakers e Mike Conley Jr., Nickeil Alexander-Walker e duas futuras escolhas de segunda rodada para o Minnesota Timberwolves como parte de uma troca de três equipes. Em troca, o Jazz recebeu Russell Westbrook, Juan Toscano-Anderson e Damian Jones junto com a escolha de primeira rodada do Lakers em 2027. O Jazz posteriormente dispensou Westbrook.
O Jazz terminou a temporada de 2022–23 com um recorde 37–45 e não conseguiu se classificar para os playoffs. No final da temporada, Lauri Markkanen recebeu o Prêmio de Jogador que Mais Evoluiu.

## Rivalidades
Historicamente, o Jazz não teve um rival natural ou feroz em que cada equipe competia com a outra por um longo período de tempo. No entanto, a equipe jogou com vários times mais de uma vez nos playoffs da NBA.
O Jazz jogou contra o Houston Rockets nos playoffs em oito ocasiões, com o Jazz vencendo a série cinco vezes. Os Rockets venceram os títulos da NBA em 1994 e 1995, derrotando o Jazz nas finais da Conferência Oeste e na primeira rodada, respectivamente. O Portland Trail Blazers avançou para as finais da NBA de 1992 após derrotar o Jazz, enquanto o Seattle SuperSonics fez o mesmo em 1996. O San Antonio Spurs venceu um título da NBA em 2007 após derrotar o Jazz nas finais da conferência, enquanto Utah avançou para o Finais da NBA de 1998 depois de derrotar San Antonio nas semifinais da Conferência.
Utah avançou para as finais da NBA nas duas vezes em que derrotou o Los Angeles Lakers nos playoffs, enquanto os Lakers avançaram para as finais a cada ano em que derrotou o Utah na primeira rodada ou nas semifinais da conferência, vencendo os títulos da NBA em 1988, 2009 e 2010.
O Jazz também tem uma rivalidade regional com o Denver Nuggets. Ambas as equipes estão geograficamente situadas nas Montanhas Rochosas e fazem parte da mesma divisão desde 1979, tendo se mudado para a Divisão Noroeste na temporada de 2004-05. Essa rivalidade foi dramaticamente intensificada pela brilhante série de playoffs da primeira rodada entre as equipes em 2020, durante a qual Donovan Mitchell e Jamal Murray registraram vários jogos de 50 pontos cada um e os Nuggets superaram uma desvantagem de 3-1 para avançar.
Utah teve uma rivalidade breve, mas consequente, com o Chicago Bulls no final dos anos 1990, quando os dois times se enfrentaram nas finais da NBA de 1997 e 1998. Enfrentando Michael Jordan, o Jazz perdeu por 4–2 em ambas as séries.

## Arenas
- Loyola Field House (1974-1975)
- Auditório Municipal (1974–1975)
- Louisiana Superdome (1975–1979)
- Salt Palace (1979–1991)
- Vivint Arena (anteriormente conhecida como Delta Center e Energy Solutions Arena) (1991–Presente)

## Jogadores

### Direitos de draft retidos
O Jazz detém os direitos de draft para as seguintes escolhas de draft não assinadas que têm jogado fora da NBA. Um jogador draftado, seja internacional ou universitário, que não tenha sido contratado pelo time que o draftou, tem permissão para assinar com qualquer time que não seja da NBA. Nesse caso, o time retém os direitos de draft do jogador na NBA até um ano após o término do contrato do jogador com o time que não é da NBA. Esta lista inclui direitos de draft que foram adquiridos em negociações com outros times.
| Draft | Rodada | Escolha | Jogador          | Pos. | Nacionalidade | Time atual             | Notas                                                     | Ref     |
| ----- | ------ | ------- | ---------------- | ---- | ------------- | ---------------------- | --------------------------------------------------------- | ------- |
| 2022  | 2      | 36      | Gabriele Procida | G/F  | Itália        | Alba Berlin (Alemanha) | Adquirido do Portland Trail Blazers (via Detroit Pistons) | [ 152 ] |
| 2021  | 2      | 57      | Balša Koprivica  | C    | Sérvia        | Partizan (Sérvia)      | Adquirido do Detroit Pistons (via LA Clippers)            | [ 153 ] |

### Números aposentados
| N°   | Jogador           | Posição      | Período   |
| ---- | ----------------- | ------------ | --------- |
| 1    | Frank Layden      | Técnico      | 1981-1988 |
| 4    | Adrian Dantley    | Ala          | 1979-1986 |
| 7    | Pete Maravich     | Ala-armador  | 1974-1979 |
| 9    | Larry H. Miller   | Proprietário | 1985-2009 |
| 12   | John Stockton     | Armador      | 1984-2003 |
| 14   | Jeff Hornacek     | Ala-armador  | 1994-2000 |
| 32   | Karl Malone       | Ala-pivô     | 1985-2003 |
| 35   | Darrell Griffith  | Ala-armador  | 1980-1991 |
| 53   | Mark Eaton        | Pivô         | 1982-1993 |
| 1223 | Jerry Sloan       | Técnico      | 1988-2011 |
|      | "Hot" Rod Huntley | Locutor      | 1974-2009 |

## Estatísticas gerais
Estatísticas atualizadas em 10 de janeiro de 2025.

### Jogos
| #   | País           | Nome             | Período              | Jogos |
| --- | -------------- | ---------------- | -------------------- | ----- |
| 1.  | Estados Unidos | John Stockton    | 1984–2003            | 1.504 |
| 2.  | Estados Unidos | Karl Malone      | 1985–2003            | 1.434 |
| 3.  | Estados Unidos | Mark Eaton       | 1982–1993            | 875   |
| 4.  | Estados Unidos | Darrell Griffith | 1980–1991            | 765   |
| 5.  | Estados Unidos | Thurl Bailey     | 1983–1991, 1998–1999 | 708   |
| 6.  | Estados Unidos | Greg Ostertag    | 1995–2004, 2005–2006 | 700   |
| 7.  | Rússia         | Andrei Kirilenko | 2001–2011            | 681   |
| 8.  | Estados Unidos | Derrick Favors   | 2010–2019, 2020–2021 | 644   |
| 9.  | Estados Unidos | Bryon Russell    | 1993–2002            | 628   |
| 10. | França         | Rudy Gobert      | 2013–2022            | 611   |

### Pontos
| #   | País           | Nome             | Período              | Pontos |
| --- | -------------- | ---------------- | -------------------- | ------ |
| 1.  | Estados Unidos | Karl Malone      | 1985–2003            | 36.374 |
| 2.  | Estados Unidos | John Stockton    | 1984–2003            | 19.711 |
| 3.  | Estados Unidos | Adrian Dantley   | 1979–1986            | 13.635 |
| 4.  | Estados Unidos | Darrell Griffith | 1980–1991            | 12.391 |
| 5.  | Estados Unidos | Thurl Bailey     | 1983–1991, 1998–1999 | 9.897  |
| 6.  | Rússia         | Andrei Kirilenko | 2001–2011            | 8.411  |
| 7.  | Estados Unidos | Pete Maravich    | 1974–1980            | 8.324  |
| 8.  | Estados Unidos | Donovan Mitchell | 2017–2022            | 8.234  |
| 9.  | Estados Unidos | Gordon Hayward   | 2010–2017            | 8.077  |
| 10. | França         | Rudy Gobert      | 2013–2022            | 7.592  |

### Rebotes
| #   | País           | Nome             | Período              | Rebotes |
| --- | -------------- | ---------------- | -------------------- | ------- |
| 1.  | Estados Unidos | Karl Malone      | 1985–2003            | 14.601  |
| 2.  | França         | Rudy Gobert      | 2013–2022            | 7.119   |
| 3.  | Estados Unidos | Mark Eaton       | 1982–1993            | 6.939   |
| 4.  | Estados Unidos | Derrick Favors   | 2010–2019, 2020–2021 | 4.626   |
| 5.  | Estados Unidos | John Stockton    | 1984–2003            | 4.051   |
| 6.  | Estados Unidos | Greg Ostertag    | 1995–2004, 2005–2006 | 3.978   |
| 7.  | Estados Unidos | Rich Kelley      | 1975–1979, 1982–1985 | 3.972   |
| 8.  | Estados Unidos | Thurl Bailey     | 1983–1991, 1998–1999 | 3.881   |
| 9.  | Rússia         | Andrei Kirilenko | 2001–2011            | 3.836   |
| 10. | Estados Unidos | Paul Millsap     | 2006–2013            | 3.792   |

### Assistências
| #   | País           | Nome             | Período   | Assistências |
| --- | -------------- | ---------------- | --------- | ------------ |
| 1.  | Estados Unidos | John Stockton    | 1984–2003 | 15.806       |
| 2.  | Estados Unidos | Karl Malone      | 1985–2003 | 5.085        |
| 3.  | Estados Unidos | Rickey Green     | 1980–1988 | 4.159        |
| 4.  | Estados Unidos | Deron Williams   | 2005–2011 | 4.003        |
| 5.  | Austrália      | Joe Ingles       | 2014–2022 | 2.213        |
| 6.  | Rússia         | Andrei Kirilenko | 2001–2011 | 1.919        |
| 7.  | Estados Unidos | Jeff Hornacek    | 1993–2000 | 1.895        |
| 8.  | Estados Unidos | Pete Maravich    | 1974–1980 | 1.844        |
| 9.  | Estados Unidos | Gordon Hayward   | 2010–2017 | 1.762        |
| 10. | Estados Unidos | Adrian Dantley   | 1979–1986 | 1.702        |

## Treinadores
Houve oito treinadores principais no Utah Jazz. O primeiro técnico da franquia foi Scotty Robertson, que treinou por 14 jogos. Jerry Sloan é o líder de todos os tempos da franquia em jogos treinados na temporada regular (1.673), vitórias na temporada regular (1.043), jogos de playoffs (186) e vitórias nos playoffs (92). Sloan é o primeiro treinador a vencer mais de 1.000 jogos com um time da NBA e o único treinador do Jazz a ter sido eleito para o Hall of Fame como treinador, tendo sido consagrado em 2009. Frank Layden, que treinou o Jazz durante oito temporadas, é o único treinador do Jazz a ter conquistado o Prêmio de Técnico do Ano da NBA em 1983-84.
| #                | Nome                  | Temporadas       | Temporada regular | Temporada regular | Temporada regular | Temporada regular | Playoffs         | Playoffs         | Playoffs         | Playoffs         | Conquistas | Referência       |
| #                | Nome                  | Temporadas       | J                 | V                 | D                 | %                 | J                | V                | D                | %                | Conquistas | Referência       |
| New Orleans Jazz | New Orleans Jazz      | New Orleans Jazz | New Orleans Jazz  | New Orleans Jazz  | New Orleans Jazz  | New Orleans Jazz  | New Orleans Jazz | New Orleans Jazz | New Orleans Jazz | New Orleans Jazz | New Orleans Jazz | New Orleans Jazz |
| ---------------- | --------------------- | ---------------- | ----------------- | ----------------- | ----------------- | ----------------- | ---------------- | ---------------- | ---------------- | ---------------- | --- | ---------------- |
| 1                | Scotty Robertson      | 1974             | 15                | 1                 | 14                | .067              | 0                | 0                | 0                | –                | | [ 155 ]          |
| 2                | Elgin Baylor*         | 1974             | 1                 | 0                 | 1                 | .000              | 0                | 0                | 0                | –                | | [ 156 ]          |
| 3                | Butch van Breda Kolff | 1974–1976        | 174               | 74                | 100               | .425              | 0                | 0                | 0                | –                | | [ 157 ]          |
| —                | Elgin Baylor*         | 1976–1979        | 220               | 86                | 134               | .391              | 0                | 0                | 0                | –                | |                  |
| Utah Jazz        |                       |                  |                   |                   |                   |                   |                  |                  |                  |                  | |                  |
| 4                | Tom Nissalke          | 1979–1981        | 184               | 60                | 124               | .326              | 0                | 0                | 0                | –                | | [ 158 ]          |
| 5                | Frank Layden*         | 1981–1988        | 571               | 277               | 294               | .485              | 41               | 18               | 23               | .439             | Treinador da NBA de 1983–84 Teve a camisa 1 aposentada pelo Jazz em 1988 | [ 159 ]          |
| 6                | Jerry Sloan           | 1988–2011        | 1809              | 1127              | 682               | .623              | 196              | 96               | 100              | .490             | 2 títulos da Conferência Oeste (1997, 1998) Mais jogos consecutivos com o mesmo time na história da NBA Primeiro treinador a ter mais de 1.000 vitórias com um único time da NBA | [ 160 ]          |
| 7                | Tyrone Corbin*        | 2011–2014        | 258               | 112               | 146               | .434              | 4                | 0                | 4                | .000             | | [ 161 ]          |
| 8                | Quin Snyder*          | 2014–2022        | 636               | 372               | 264               | .585              | 51               | 21               | 30               | .412             | | [ 162 ]          |
| 9                | Will Hardy            | 2022–Presente    | 200               | 77                | 123               | .385              | —                | —                | —                | –                | | [ 163 ]          |

## Logos
| Evolução do Escudo do Utah Jazz | Evolução do Escudo do Utah Jazz | Evolução do Escudo do Utah Jazz | Evolução do Escudo do Utah Jazz | Evolução do Escudo do Utah Jazz | Evolução do Escudo do Utah Jazz | Evolução do Escudo do Utah Jazz | Evolução do Escudo do Utah Jazz | Evolução do Escudo do Utah Jazz |
| New Orleans Jazz - 1974 – 1979  | 1996 – 2004                     | 2004 – 2010                     | 2010 – 2016                     | 2010 – 2016                     | 2016 – Atual                    |                                 |                                 |                                 |
| ------------------------------- | ------------------------------- | ------------------------------- | ------------------------------- | ------------------------------- | ------------------------------- | ------------------------------- | ------------------------------- | ------------------------------- |